# Karl Ernst Ranke
Karl Ernst Ranke (* 29. Januar 1870 in München; † 9. November 1926 ebenda) war ein deutscher Internist.

## Leben
Karl Ernst Ranke wurde als Sohn des Anthropologen Johannes Ranke geboren. Er studierte an der Universität München Medizin, wo er 1895 promoviert wurde. Im Anschluss arbeitete Ranke ein Jahr als Assistent am Dr. von Haunerschen Kinderspital, das sein Onkel Heinrich von Ranke leitete. 1896 führte er gemeinsam mit Herrmann Meyer (1871–1932) eine Forschungsreise an den Rio Xingu in Brasilien durch. Nach seiner Rückkehr war er weitere zwei Jahre am Kinderkrankenhaus seines Onkels tätig und arbeitete danach als Arzt in einem Tuberkulose-Sanatorium in Arosa. 1906 kam Ranke wieder nach München. Er praktizierte als Kinderarzt und spezialisierte sich auf Lungenkrankheiten. Er betätigte sich auch als Schularzt und trat als Experte für Tuberkulose hervor. 1915 habilitierte er sich für Innere Medizin und wurde 1921 außerordentlicher Professor. Er leitete die „Fürsorgestelle für Lungenkranke“ in München.
Rankes Tuberkuloseforschung, die auf jahrelangen Untersuchungen am Pathologischen Institut in München beruhte, entwickelte ab 1916 die Lehre von „drei Stadien“ („Ranke-Stadien“) des anatomischen, biologischen und klinischen Bildes des Tuberkulose und den entsprechenden drei Allergieformen. Diese gilt heute als die „klassische“ Einteilung der Tuberkulose nach klinischen und pathologisch-anatomischen Gesichtspunkten.
Neben der Medizin beschäftigte sich Karl Ernst Ranke mit Philosophie, insbesondere mit Immanuel Kant.